# Jhorhat
Jhorhat é uma vila no distrito de Haora, no estado indiano de Bengala Ocidental.

## Demografia
Segundo o censo de 2001, Jhorhat tinha uma população de 16, 123 habitantes. Os indivíduos do sexo masculino constituem 54% da população e os do sexo feminino 46%. Jhorhat tem uma taxa de literacia de 76%, superior à média nacional de 59,5%: a literacia no sexo masculino é de 81% e no sexo feminino é de 69%. Em Jhorhat, 8% da população está abaixo dos 6 anos de idade.